# Доробанцу (Телеорман)
Доробанцу (рум. Dorobanțu) насеље је у Румунији у округу Телеорман у општини Кранђени. Oпштина се налази на надморској висини од 86 m.

## Становништво
Према подацима из 2002. године у насељу је живело 554 становника, од којих су сви румунске националности.